# Такамадо Норіхіто
Принц Норіхіто Такамадо (яп. 桂宮宜仁親王) (29 грудня 1954 — 21 листопада 2002) — член Імператорського дому Японії та третій син Такахіто, принца Мікаси та Юріко, принцеси Мікаси. Був двоюрідним братом імператора Акіхіто та сьомим у списку спадкоємців Хризантемового трону на момент своєї смерті.

## Біографія
Принц народився в сімейному будинку принца Мікаса в Токіо. Закінчив юридичний факультет університету Гакусюїн у 1978 році. З 1978 по 1981 рік навчався за кордоном на юридичному факультеті Королівського університету в Кінгстоні, Онтаріо, Канада. Після повернення до Японії служив адміністратором Японського фонду з 1981 по 2002 рік.
Принц Такамадо був почесним президентом різних благодійних організацій, які брали участь у спонсорстві міжнародного обміну, особливо в галузі музики, танців та спорту. У Японії його часто називали «спортивним принцом» (яп. Sports 宮さま, Supōtsu-no-miya-sama). Він підтримав низку конкурсів мови іноземною мовою. Він також брав активну участь у проблемах навколишнього середовища та екологічній освіті. Принц був почесним членом Академічної асоціації Едо Ренанія в Токіо, римсько-католицького студентського братства, що входить до складу Cartellverband.
Принц і принцеса Такамадо були найбільш мандрівною парою в японській імператорській сім'ї, вони разом відвідали 35 країн за 15 років, щоб представляти Японію на різних заходах. Останні візити принца включали Єгипет та Марокко у травні 2000 р., Гаваї у липні 2001 р. (для просування японської чайної церемонії) та в Республіку Корея з травня по червень 2002 р. Останній був призначений для участі у церемонії відкриття Чемпіонату світу з футболу 2002 року. Візит доброї волі принца та принцеси до Кореї був першим японським королівським візитом після Другої світової війни та важливим кроком у розвитку дружніх двосторонніх відносин між Японією та Кореєю. Перебуваючи в Кореї, подружжя багато подорожувало країною, зустрічалося з президентом Кім Де Чжуном і звичайними корейцями, а також відвідало заклади для інвалідів, які колись фінансувала принцеса Нашімото Масако.

## Шлюб і сім'я
6 грудня 1984 року одружився з Хісако Тотторі, принцесою Такамадо, й у них було троє дочок:
- Принцеса Цугуко (яп.承子女王, Цугуко Дзьо, народилася 8 березня 1986 року у лікарні Айіку в Токіо)
- Принцеса Норіко (яп.典子女王, Норіко Дзьо, народилася 22 липня 1988 року у лікарні Айіку в Токіо); після весілля з Кунімаро Сенге, простолюдином, 5 жовтня 2014 року принцеса Норіко відмовилася від свого імператорського титулу і залишила імператорську сім'ю відповідно до Закону про Імператорський двір 1947 року, взяла прізвище свого чоловіка і стала відома як «Норіко Сенге» (яп.典子女王, Сенге Норіко).
- Принцеса Аяко (яп.絢子女王 , Аяко Дзьо, народилася 15 вересня 1990 року в лікарні Айку в Токіо); після весілля з Моієй Кей, простолюдином, 29 жовтня 2018 року принцеса Аяко відмовилася від свого імператорського титулу і залишила імператорську сім'ю відповідно до Закону про Імператорський двір 1947 року, взяла прізвище свого чоловіка і стала відома як «Аяко Морія» (яп.守 谷 絢子, Морія Аяко).

## Смерть
21 листопада 2002 року, під час спільного з канадським послом Робертом Дж. Райтом уроку сквошу в посольстві Канади в Токіо, принц знепритомнів від фібриляції шлуночків і був доставлений до університетської лікарні Кейо, де помер від серцевої недостатності.
Раптова смерть одного з наймолодших і найактивніших членів японської імператорської родини вразила націю. Похорон принца пройшов на імператорському цвинтарі Тосімагаока на півночі Токіо, на ньому було близько 900 осіб, включаючи членів імператорської сім'ї, політиків з Японії та з інших країн.

## Нагороди
Національні нагороди
- Велика стрічка ордена Хризантеми (29 грудня 1974)

Іноземні нагороди
- Італія: Орден «За заслуги перед Італійською Республікою» (1982)
- Гренландія: Отримувач медалі Нерсорнаат за заслуги I ступеня

Почесні посади
- Почесний президент Японської футбольної асоціації
- Почесний президент Японської асоціації фехтування
- Почесний президент Японської асоціації сквоша
- Почесний президент Японської федерації бейсболу
- Почесний президент Фонду Японської студентської асоціації
- Почесний президент Японського товариства рятувальників
- Президент Федерації аматорських оркестрів Японії

## Генеалогічне дерево
| (122) Мейдзі | (122) Мейдзі | (122) Мейдзі | (122) Мейдзі | (122) Мейдзі | (122) Мейдзі |  |  | (123) Тайсьо | (123) Тайсьо | (123) Тайсьо | (123) Тайсьо | (123) Тайсьо | (123) Тайсьо |  |  | (124) Сьова | (124) Сьова | (124) Сьова | (124) Сьова | (124) Сьова | (124) Сьова |  |  | (125) Акіхіто | (125) Акіхіто | (125) Акіхіто | (125) Акіхіто | (125) Акіхіто | (125) Акіхіто |  |  | (126) Нарухіто | (126) Нарухіто | (126) Нарухіто | (126) Нарухіто | (126) Нарухіто | (126) Нарухіто |  |  |          |          |          |          |          |          |  |  |
| (122) Мейдзі | (122) Мейдзі | (122) Мейдзі | (122) Мейдзі | (122) Мейдзі | (122) Мейдзі |  |  | (123) Тайсьо | (123) Тайсьо | (123) Тайсьо | (123) Тайсьо | (123) Тайсьо | (123) Тайсьо |  |  | (124) Сьова | (124) Сьова | (124) Сьова | (124) Сьова | (124) Сьова | (124) Сьова |  |  | (125) Акіхіто | (125) Акіхіто | (125) Акіхіто | (125) Акіхіто | (125) Акіхіто | (125) Акіхіто |  |  | (126) Нарухіто | (126) Нарухіто | (126) Нарухіто | (126) Нарухіто | (126) Нарухіто | (126) Нарухіто |  |  |          |          |          |          |          |          |  |  |
|              |              |              |              |              |              |  |  |              |              |              |              |              |              |  |  |             |             |             |             |             |             |  |  |               |               |               |               |               |               |  |  |                |                |                |                |                |                |  |  |          |          |          |          |          |          |  |  |
|              |              |              |              |              |              |  |  |              |              |              |              |              |              |  |  | Ясухіто     | Ясухіто     | Ясухіто     | Ясухіто     | Ясухіто     | Ясухіто     |  |  | Масахіто      | Масахіто      | Масахіто      | Масахіто      | Масахіто      | Масахіто      |  |  | Фуміхіто       | Фуміхіто       | Фуміхіто       | Фуміхіто       | Фуміхіто       | Фуміхіто       |  |  | Хісахіто | Хісахіто | Хісахіто | Хісахіто | Хісахіто | Хісахіто |  |  |
|              |              |              |              |              |              |  |  |              |              |              |              |              |              |  |  | Ясухіто     | Ясухіто     | Ясухіто     | Ясухіто     | Ясухіто     | Ясухіто     |  |  | Масахіто      | Масахіто      | Масахіто      | Масахіто      | Масахіто      | Масахіто      |  |  | Фуміхіто       | Фуміхіто       | Фуміхіто       | Фуміхіто       | Фуміхіто       | Фуміхіто       |  |  | Хісахіто | Хісахіто | Хісахіто | Хісахіто | Хісахіто | Хісахіто |  |  |
|              |              |              |              |              |              |  |  |              |              |              |              |              |              |  |  |             |             |             |             |             |             |  |  |               |               |               |               |               |               |  |  |                |                |                |                |                |                |  |  |          |          |          |          |          |          |  |  |
|              |              |              |              |              |              |  |  |              |              |              |              |              |              |  |  | Нобухіто    | Нобухіто    | Нобухіто    | Нобухіто    | Нобухіто    | Нобухіто    |  |  | Томохіто      | Томохіто      | Томохіто      | Томохіто      | Томохіто      | Томохіто      |  |  |                |                |                |                |                |                |  |  |          |          |          |          |          |          |  |  |
|              |              |              |              |              |              |  |  |              |              |              |              |              |              |  |  | Нобухіто    | Нобухіто    | Нобухіто    | Нобухіто    | Нобухіто    | Нобухіто    |  |  | Томохіто      | Томохіто      | Томохіто      | Томохіто      | Томохіто      | Томохіто      |  |  |                |                |                |                |                |                |  |  |          |          |          |          |          |          |  |  |
|              |              |              |              |              |              |  |  |              |              |              |              |              |              |  |  |             |             |             |             |             |             |  |  |               |               |               |               |               |               |  |  |                |                |                |                |                |                |  |  |          |          |          |          |          |          |  |  |
|              |              |              |              |              |              |  |  |              |              |              |              |              |              |  |  | Такахіто    | Такахіто    | Такахіто    | Такахіто    | Такахіто    | Такахіто    |  |  | Йосіхіто      | Йосіхіто      | Йосіхіто      | Йосіхіто      | Йосіхіто      | Йосіхіто      |  |  |                |                |                |                |                |                |  |  |          |          |          |          |          |          |  |  |
|              |              |              |              |              |              |  |  |              |              |              |              |              |              |  |  | Такахіто    | Такахіто    | Такахіто    | Такахіто    | Такахіто    | Такахіто    |  |  | Йосіхіто      | Йосіхіто      | Йосіхіто      | Йосіхіто      | Йосіхіто      | Йосіхіто      |  |  |                |                |                |                |                |                |  |  |          |          |          |          |          |          |  |  |
|              |              |              |              |              |              |  |  |              |              |              |              |              |              |  |  |             |             |             |             |             |             |  |  |               |               |               |               |               |               |  |  |                |                |                |                |                |                |  |  |          |          |          |          |          |          |  |  |
|              |              |              |              |              |              |  |  |              |              |              |              |              |              |  |  |             |             |             |             |             |             |  |  | Норіхіто      |               |               |               |               |               |  |  |                |                |                |                |                |                |  |  |          |          |          |          |          |          |  |  |
|              |              |              |              |              |              |  |  |              |              |              |              |              |              |  |  |             |             |             |             |             |             |  |  |               |               |               |               |               |               |  |  |                |                |                |                |                |                |  |  |          |          |          |          |          |          |  |  |